# Škoda 1000 MB
Škoda 1000 MB (lidově embéčko) je osobní automobil nižší střední třídy, vyráběný československou firmou Automobilové závody, n. p. v Mladé Boleslavi v letech 1964–1969. Byl to první sériově vyráběný automobil Škoda se samonosnou karosérií, zároveň první s koncepcí pohonu „vše vzadu“ (tedy motor vzadu a pohon zadní nápravy). Maximální rychlost byla 120 km/h, zrychlení z 0 na 100 km/h za 27 sekund a spotřeba paliva se pohybovala okolo 7,5 litru na 100 km. Kromě základní a nejrozšířenější verze 1000 MB (s motorem 1,0 l a ve výbavě „Standard“, „De Luxe“ nebo „Tourist“) existovaly také verze 1100 MB (se silnějším motorem 1,1 l a výbavou „De Luxe“) a 1000 MBG (s dvoukarburátorovým motorem 1,0 l a výbavou „De Luxe“), tuto řadu sedanů doplnily malé počty unikátních tudorů 1000 MBX a 1100 MBX (s výbavou „De Luxe“).
Původní částečně politické označení typu bylo „lidový vůz“ (předchozí typy Škoda 440 a Octavia byly označovány jako „mezityp lidového vozu“) s poukazem na to, že jeho hromadná výroba umožní masovou motorizaci Československa. Toto označení bylo později změněno na „nový osobní vůz“ neboli NOV. Obchodní název základního typu 1000 MB pak sice evokoval tehdy slavených přibližně tisíc let od založení Mladé Boleslavi a zároveň udával přibližný zdvihový objem základního motoru 1000 cm3, ale vzhledem k poměrně vysoké poruchovosti vozů z prvních ročníků se zkratka brzy začala posměšně vysvětlovat jako „tisíc malých bolestí“, ze stejného důvodu se vozu přezdívalo také „DoDo“ neboli „Dodělej Doma“.
Vůz také znamenal změnu v historii firmy: v Mladé Boleslavi byla v sousedství původního závodu postavena v letech 1960 až 1965 nová automobilka na ploše přes 80 ha, vybavená moderními výrobními technologiemi, které měly umožňovat sériovou výrobu 400 až 500 vozů denně, tj. přes 100 000 jednotek ročně. Začátek výroby v dubnu 1964 byl sice jen v tempu cca 10 vozů denně, na konci téhož roku v jednosměnném provozu vznikalo cca 160 až 170 vozů denně, v roce 1965 se začalo s výrobou ve dvousměnném režimu a v roce 1968 byl ve třísměnném provozu vyroben nejvyšší počet vozů: 111 386, v následujícím roce už se produkce výrazně propadla v souvislosti s přechodem na modernizovaný typ Škoda 100/110. Dohromady bylo vyrobeno 443 141 vozů všech modifikací, z nichž byla výrazná část exportována. 

## Vznik a vývoj
V roce 1956 bylo jasné, že se vývoj osobních automobilů celosvětově zaměřuje na hospodárnost a zvýšení užitných vlastností – tj. víc vnitřního prostoru a méně objemu motoru (a zejména nižší spotřeba). Aby byla zachována dynamika, musela se snížit hmotnost automobilu, což šlo dvěma způsoby: zmenšením vozu nebo odlehčením konstrukce, nejlépe přechodem z rámové konstrukce na samonosnou karosérii, a zefektivnění výroby přechodem na vyšší řád produkce. Dosavadní vozy Škoda 1200, Škoda 440 (Spartak) a Škoda Octavia byly relativně výkonné a prostorné, ale mnoho prostoru i hmotnosti zabíral vlastní rám a podvozek. Proto bylo rozhodnuto, že se pro nový vůz postaví zcela nová automobilka s plánovanou produkcí okolo 600 automobilů denně.
V roce 1957 vznikly čtyři modely, které měly demonstrovat tři možné směry vývoje:
Škoda 976 – kapalinou chlazený čtyřdobý čtyřválec vpředu nadél, pohon předních kol. Konstruktérem byl Ing. Rudolf Vykoukal, který před válkou zkonstruoval úspěšnou Jawu Minor a po válce se vyráběl jeho ještě úspěšnější Aero Minor. Jeho vůz měl podporu mj. u ministerstva vnitra, ale v jeho neprospěch rozhodla nemožnost sériově vyrábět součásti předního náhonu v tuzemsku – a dovoz byl přísně omezen.
Škoda 977 – čtyřválcový čtyřdobý motor vzadu nadél, pohon zadních kol. Existoval ve dvou verzích: 977/I měl vzduchem chlazený plochý motor (boxer), 977/II vodou chlazený řadový motor skloněný o 30° vlevo. Tento vůz měl podporu PZO Motokov, což byl monopolní prodejce škodovek v zahraničí. Právě jeho obchodní hledisko nakonec uspělo, později vůz dostal i podporu ÚVMV.

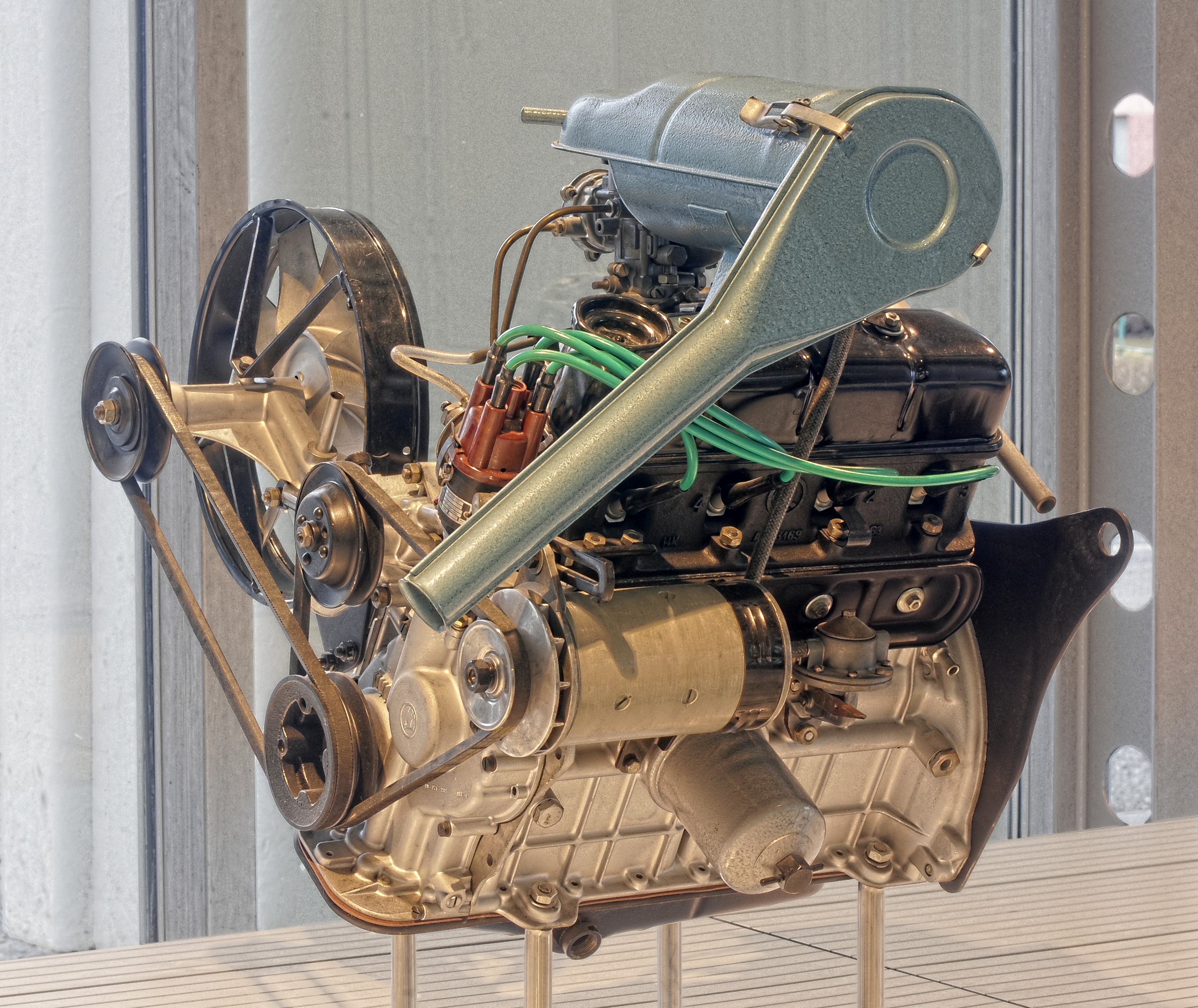
Motor

Škoda 978 – vodou chlazený čtyřdobý čtyřválec vpředu nadél, pohon zadních kol. tj. klasická koncepce. Tento vůz byl nejprostornější, měl zpočátku podporu ÚVMV, ale doplatil na přílišnou podobnost se stávajícími „Spartaky“ a zejména byl výrobně asi o 15 % dražší než obě předchozí varianty. Navíc by si to mohla vláda vykládat jen jako velkou modernizaci, ne zcela nový vůz – a právě pouze na Nový osobní vůz neboli NOV byla československá vláda ochotná uvolnit stamiliony Kčs pro stavbu nové automobilky.
Pokračovaly práce na designu vozu coby prostorného čtyřmístného sedanu s variantami tudor a roadster. Kabát vozu nakonec vytvořil Jan Žáček (později pracoval např. na projektu Škoda 720). Pro pevnostní výpočty se ale jako základ vzal právě sedan, jehož pevnost podlahy byla dostatečná pro čtyřdveřový uzavřený vůz, ale naprosto nestačila pro tudor, natož pro roadster. I s motorem byly problémy: po delších bojích prosadili technologové Jindřich Valecký a Ivan Smutný blok motoru z tlakově litého hliníku II. tavby (licenci na tuto technologii potom koupil Renault), což je čistší, přesnější a levnější výroba než gravitačně litý litinový blok (nehledě na čtvrtinovou hmotnost bloku, což je na hmotnosti vozu velmi znát).
Horší to bylo s jeho podobou: Ing. František Uhlíř sestrojil celohliníkový litrový motor OHC, ale měl potíže s utěsněním rozvodu a několika dalšími drobnostmi, které by šlo celkem dobře odstranit – namísto toho se vedení AZNP rozhodlo vrátit k méně dokonalému, ale osvědčenému rozvodu OHV v litinové hlavě a konstrukci motoru svěřit Jiřímu Müllerovi. Ten přesně splnil zadání, ale zároveň všude příliš šetřil na rozměrech a množství materiálu, takže první série motorů trpěly malou pevností bloku a přírub a musely se dělat nové formy bloku s dodatečnými výztužemi, problémy byly s pevností ojnic i klikové hřídele, prostě samé velmi nepříjemné drobnosti, které byly většinou odladěny až od ročníku 1967.
V roce 1961 se rozhodlo o projektu 50 NOV, tj. postavit padesátku automobilů v téměř sériové podobě, a podrobit je těžkým zkouškám od Skandinávie přes Sibiř až po Tunis. Přes mnohé počáteční obtíže automobily obstály se ctí. V roce 1962 tak byl projekt prakticky hotov, v březnu 1964 se „embéčko“ představilo veřejnosti a začala sériová výroba.

## Modely a provedení
Existují celkem čtyři základní ročníková provedení, která se od sebe dají snadno rozeznat.

### Škoda 1000 MB

#### Model 1964 (duben 1964 – prosinec 1965)

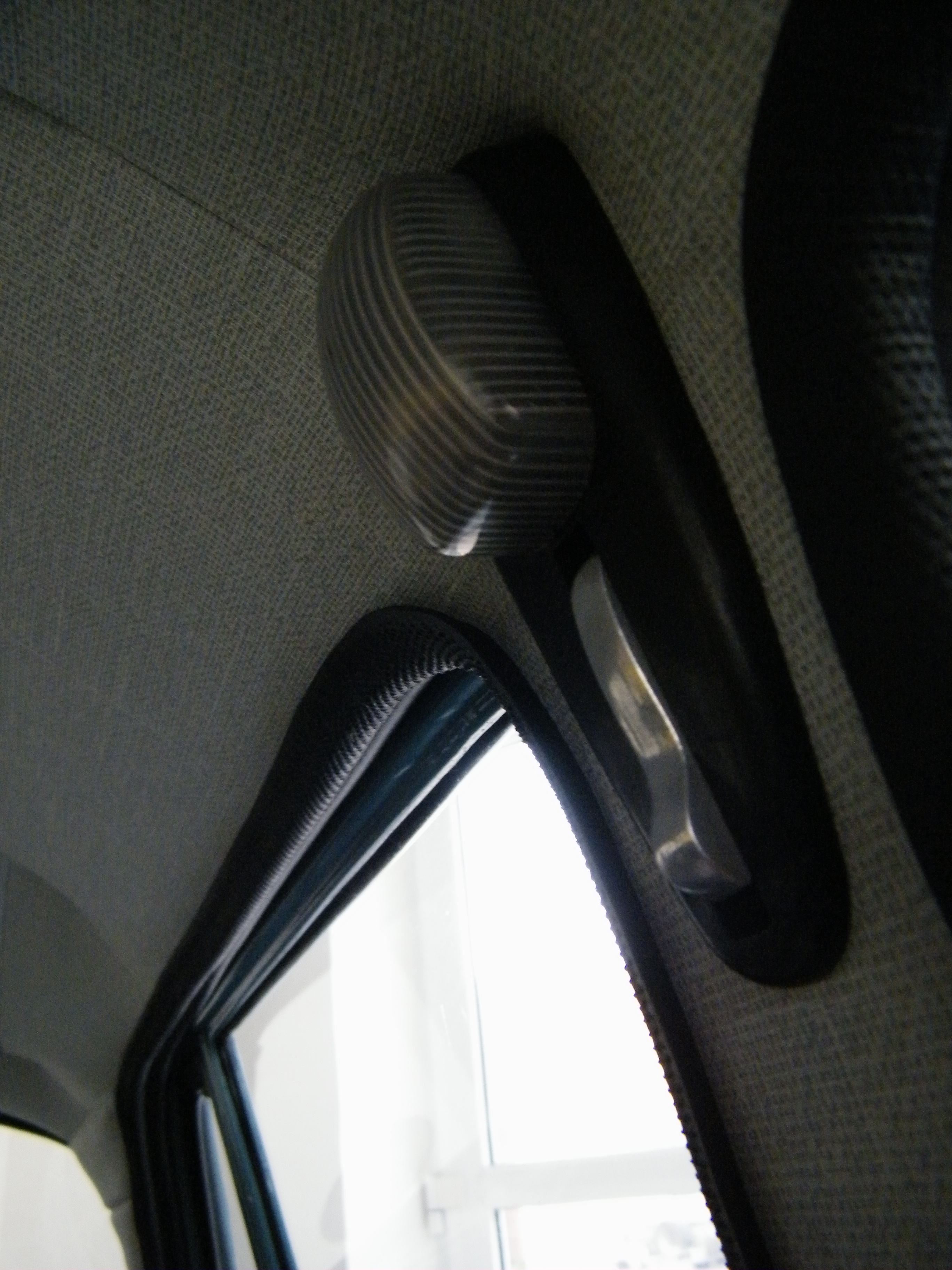
Detail vnitřního osvětlení

První model. Charakteristickým znakem je tzv. „široký úsměv“ na přední masce – chromovaný ovál okolo víka rezervního kola, který zasahuje do bočních směrovek a jehož horní část tvoří hranu víka zavazadlového prostoru. Druhým typickým znakem je zaoblená mřížka na zadních blatnících (slangově „žábra“ nebo „ledvinka“). Přes celý vůz od hrany víka zavazadelníku, přes střechu, až po hranu kapoty motoru se táhne elegantní prolis „páteře“ (to mělo metalurgický význam – z tehdejších plechů se nedala vylisovat tenká a přitom pevná střecha rovného tvaru, a v tomto prolisu se tak vyrušila veškerá vnitřní pnutí plechu a přitom se tím podélně zpevnil). Zadní sklo vozu bylo zaoblené, takže zčásti zasahovalo i na boky vozu.

#### Model 1966 (leden 1966 – srpen 1967)
Model Standard měl ještě zaoblenou mřížku na zadních blatnících, nově zavedené modely de Luxe dostaly jednoduchou obdélníkovou. V průběhu výroby modelu však zaoblená mřížka definitivně zmizela a neměl ji již ani model Standard. Změny na pohled doznala i maska, kde ona pochromovaná elipsa dostala hranatější tvar – tzv. „úzký úsměv“, kdy boční obloučky již nezasahují do směrovek. Zároveň se jednalo o poslední modelový ročník, který měl na zadním úzkém sloupku poziční světlo. K modelům Standard a de Luxe přibyl v roce 1967 ještě model 1000 MBG de Luxe – čtyřdveřový sedan se silnějším dvoukarburátorovým motorem 988 cm3 (stejný jako v 1000 MBX).

#### Model 1968 (září 1967 – červen 1968)
Poslední modelový rok, kdy se vyráběla „embéčka“ klasického vzhledu. Elegantní prolisy zůstaly zachovány. Tento modelový ročník se dá poznat podle třetího páru blikačů směrových světel. Avšak tento pár světel je v místě, kde blatníky velmi často podléhaly korozi, a tak se již při výměně blatníků mnohdy neobnovovaly.
Hlavní změnou bylo přetypování vozu jako pětimístného a zvýšení užitečného zatížení vozu na 375 kg – souviselo to se zesílením podlahy, vyztužením uchycení zadních náprav a vyztuženém bloku motoru, kdy došlo k jeho unifikaci s blokem pro motor většího objemu (1 107 cm3).

#### Model 1969 (červenec 1968 – srpen 1969)
Je posledním vývojovým stupněm vozu Škoda 1000 MB. Z čelního pohledu je nejvýraznější změnou jiná přední maska – původní „žraločí tlama“ nahrazena méně elegantní vodorovnou plastchromovou lištou mezi směrovkami a s velkým nápisem ŠKODA. Změny doznal interiér, původní ozdobné kličky větracích okének se změnily v otočné „motýlky“.
Další změnou je střecha – předchozí modely měly na střeše střední prolis, od tohoto modelu už je střecha hladká. Zadní C-sloupek byl zesílen, čímž se zúžilo zadní okno, a skelet vozu „mezi kapotami“ je tak již téměř totožný s typovým následníkem vozu, jímž se v srpnu 1969 stala Škoda 100.

### Škoda 1000 MBG
Klasický litrový motor, ale se dvěma karburátory Jikov BST 32 s difuzory 21 mm – DIF 21. Na první pohled se vůz od obyčejného MB de Luxe rozeznat nedal. Vyráběno v modelech 1967 a 1968.

### Škoda 1100 MB
Škoda 1100 MB byla silnější modifikace klasické „tisícovky“, vyráběná v letech 1968–1969. Vzhledově se modely 1100 MB neliší od vozů řady 1000 MB. 1100 MB byla vždy vyráběna ve výbavě de Luxe. Jediným rozdílem byly motory objemu 1 107 cm3 o výkonu 52 koní. Vyráběny byly v modelu 1968 (úzký úsměv, úzký sloupek, ale již bez pozičního světla) a v modelu 1969 (široký sloupek s lištou na masce).

### Škoda 1000 MBX a 1100 MBX

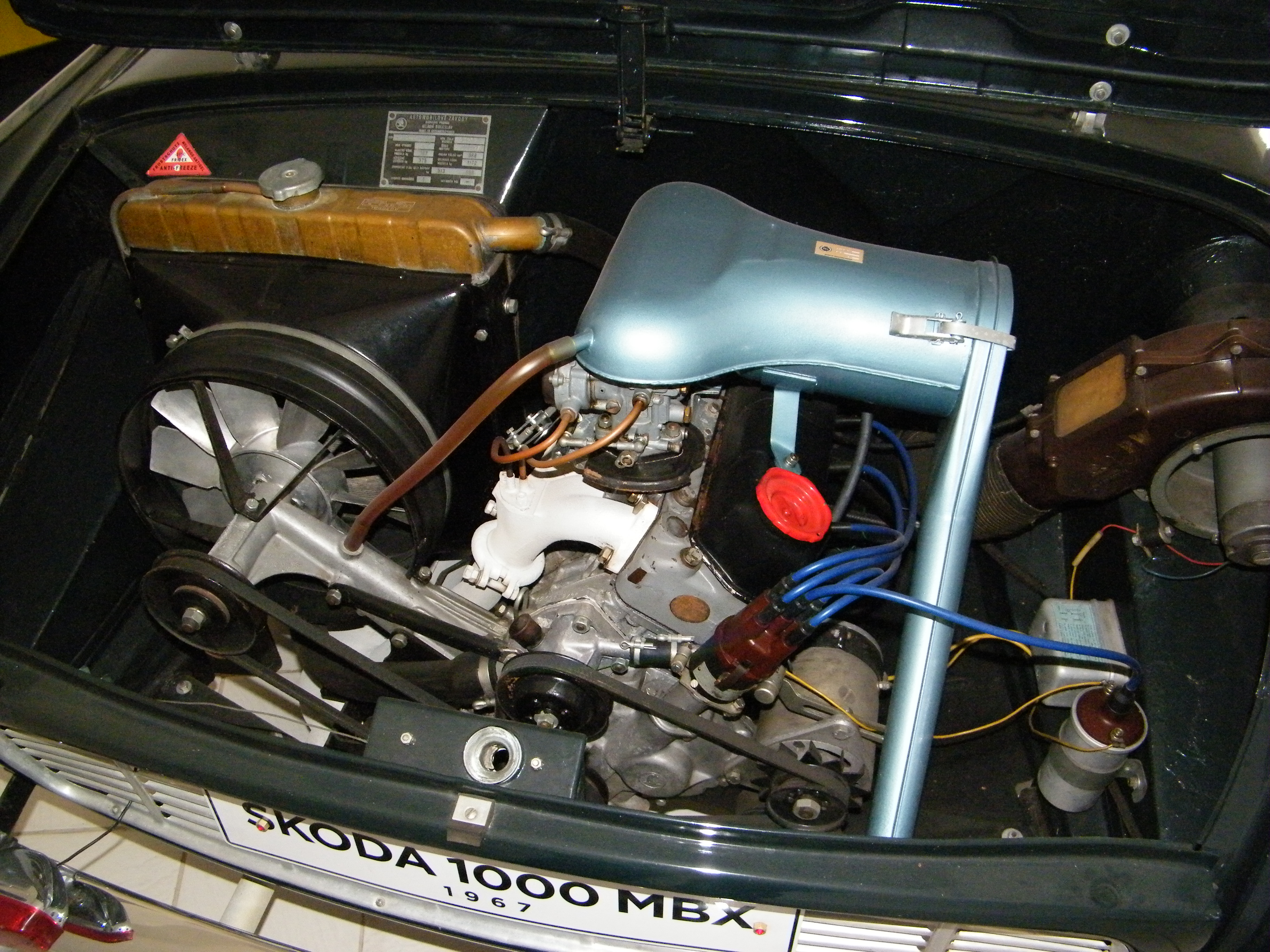
Motor (1000 MBX)

Dvoudveřová karosérie tudor, taktéž s výkonnějším motorem. Tyto vozy byly vyvíjeny současně s klasickými čtyřdveřovými tisícovkami (i když ne od začátku), a tak se změny v karosériích podepsaly i na těchto vozech. Hlavní rozdíl oproti sedanu je v použití jednoho páru širších dveří bezrámové konstrukce a neexistence „B-sloupku“ – ten se stahuje zároveň se zadním bočním oknem. Tyto vozy trpěly nízkou tuhostí karoserie, do sériové výroby (ovšem v řádu jednotek kusů denně) se dostaly až koncem roku 1966 a celkem jich bylo vyrobeno jen 2517 kusů.

## Závodní verze
Vyráběla se také závodní verze Škoda 1000 MB Rallye, která byla nasazována na domácích i zahraničních soutěžích. Účast často zaštiťoval výrobce AZNP, i když tehdy ještě neexistoval tovární tým.

## Galerie

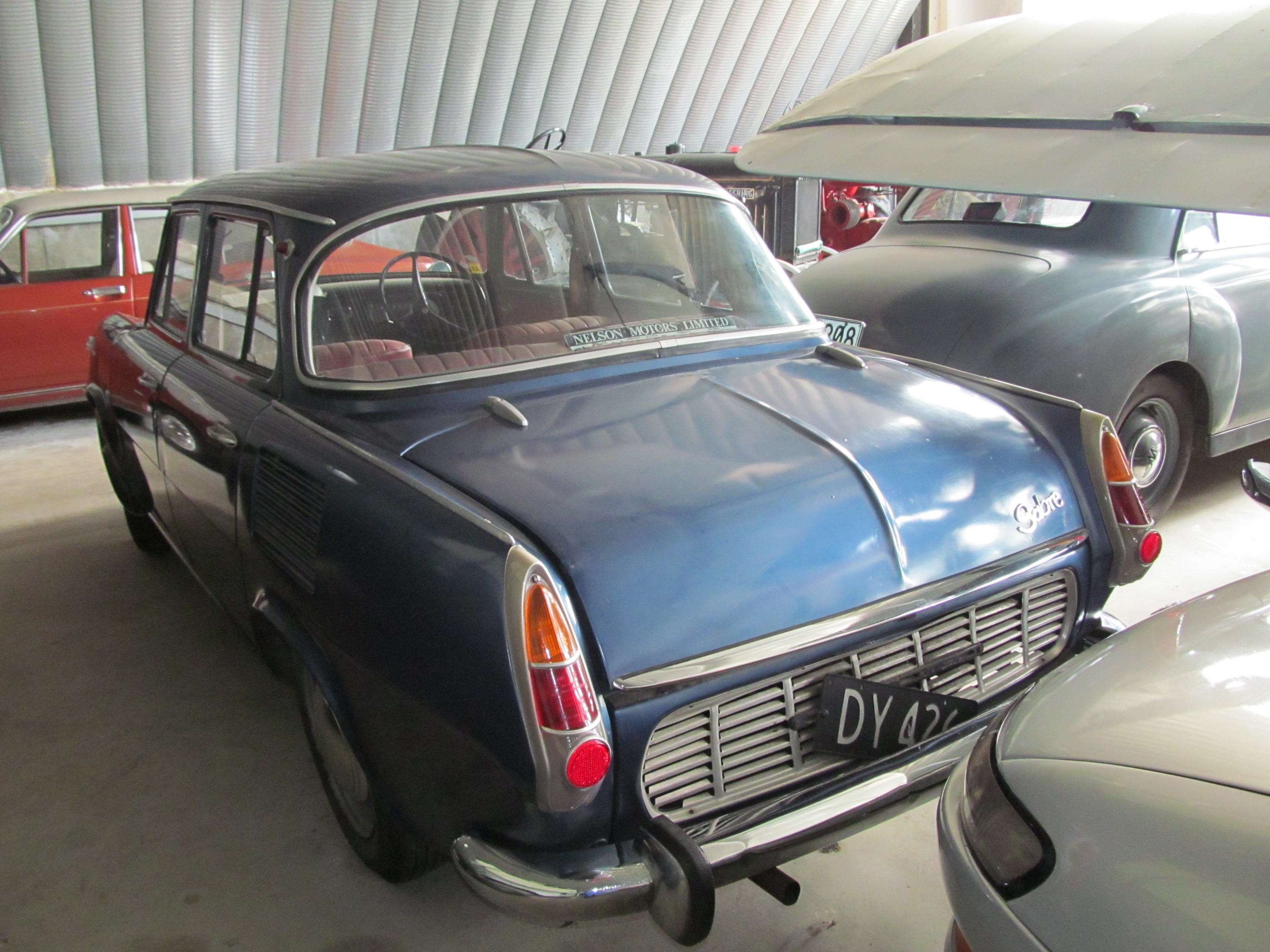
Na Novém Zélandu byl vůz prodáván pod jménem Škoda Sabre
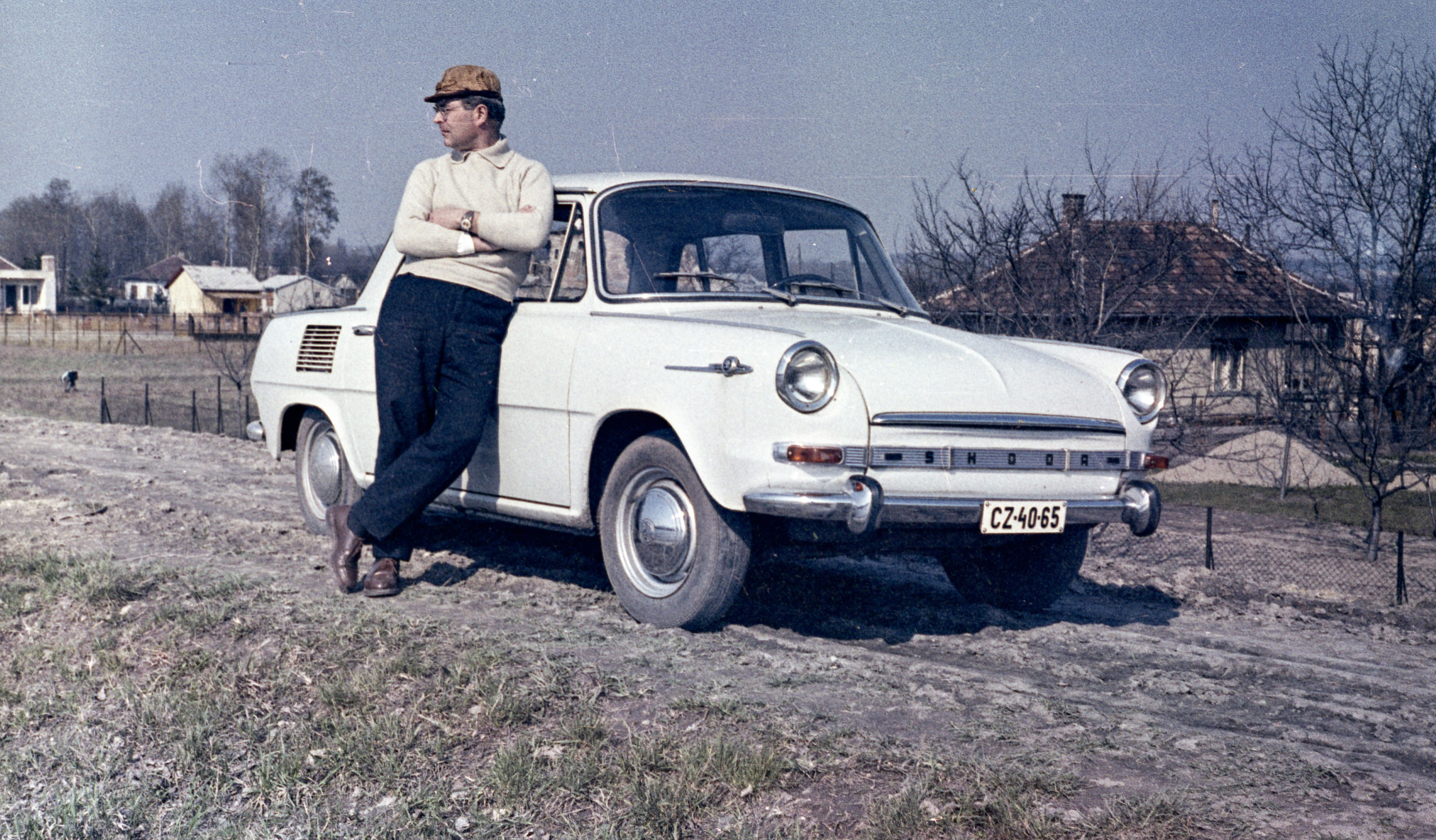
Škoda 1000 MB, Maďarsko, 1970
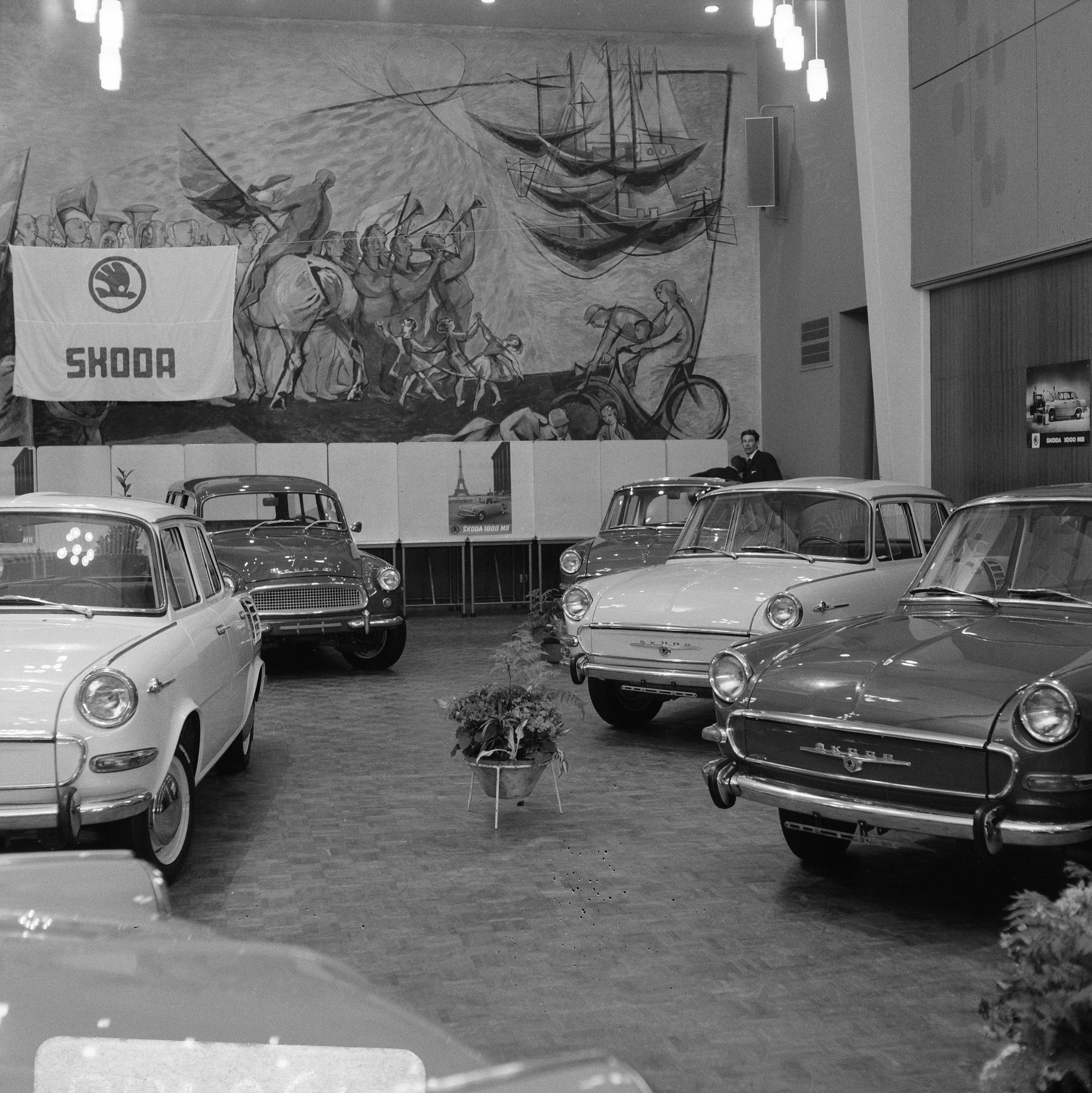
Škoda 1000 MB na veletrhu v Nizozemsku, 1966
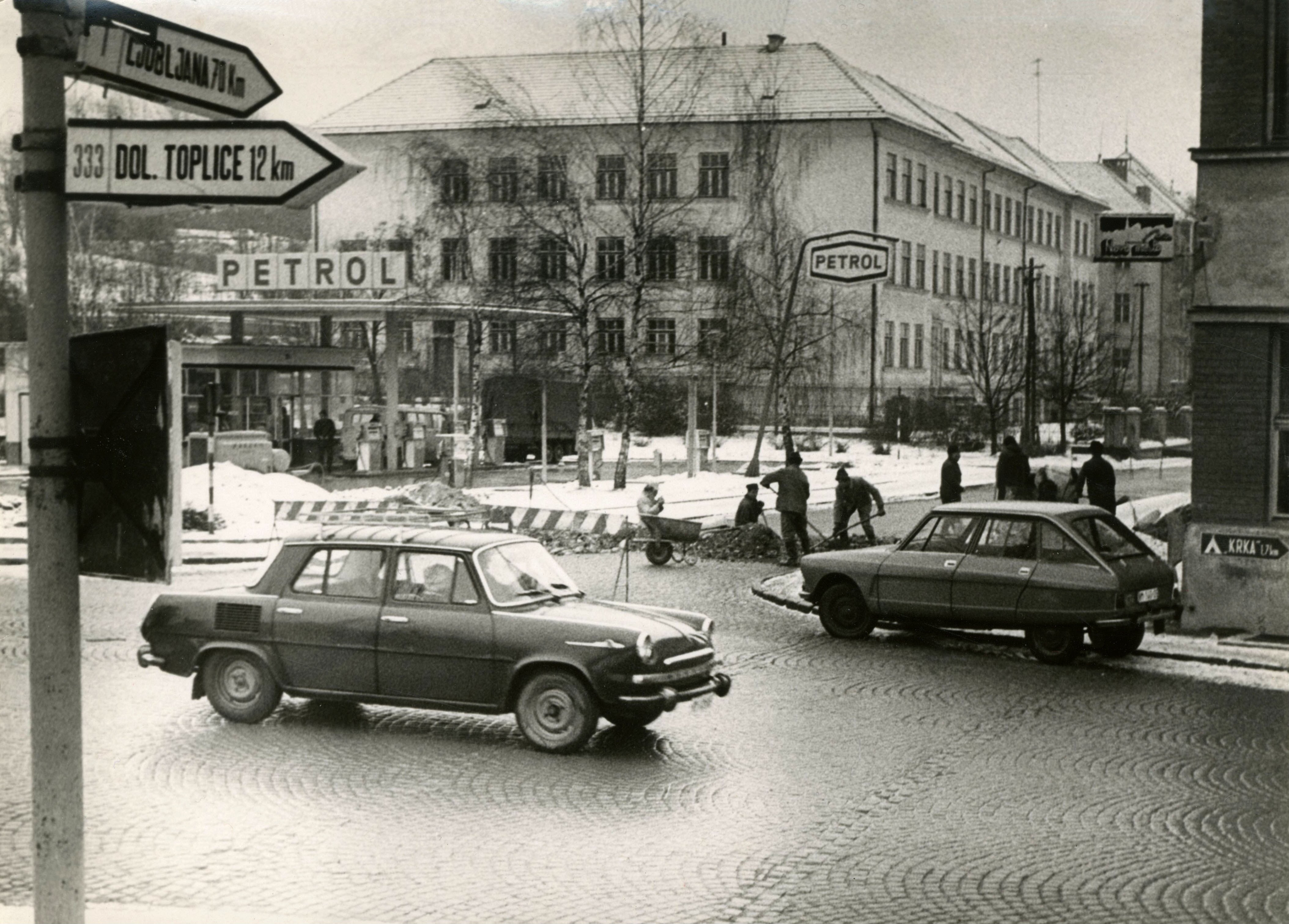
Škoda 1000 MB a Citroën Ami 8 v srbském Novém Městě, 1. pol. 70. let
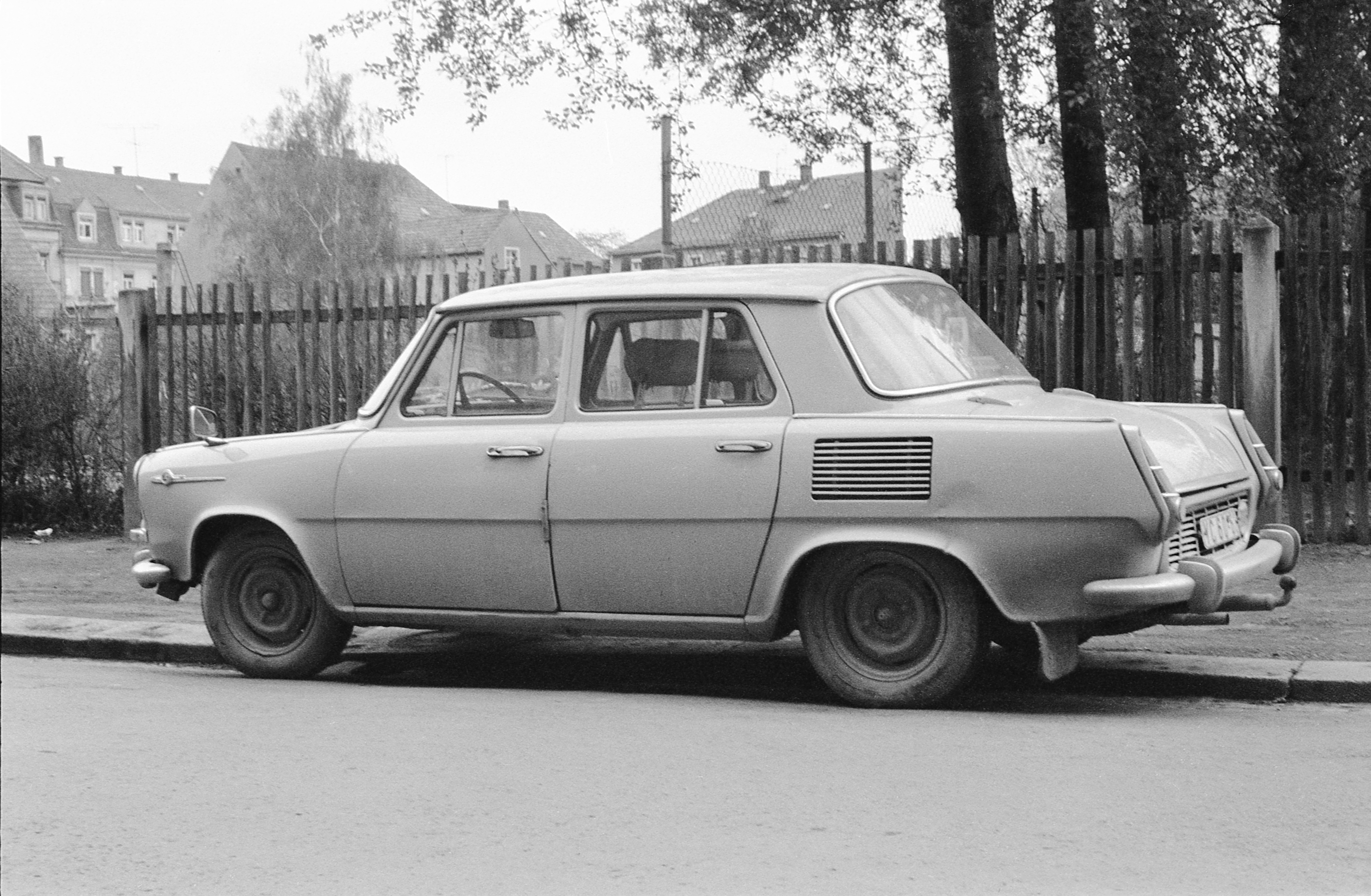
Škoda 1000 MB v Pirně, NDR, 1979
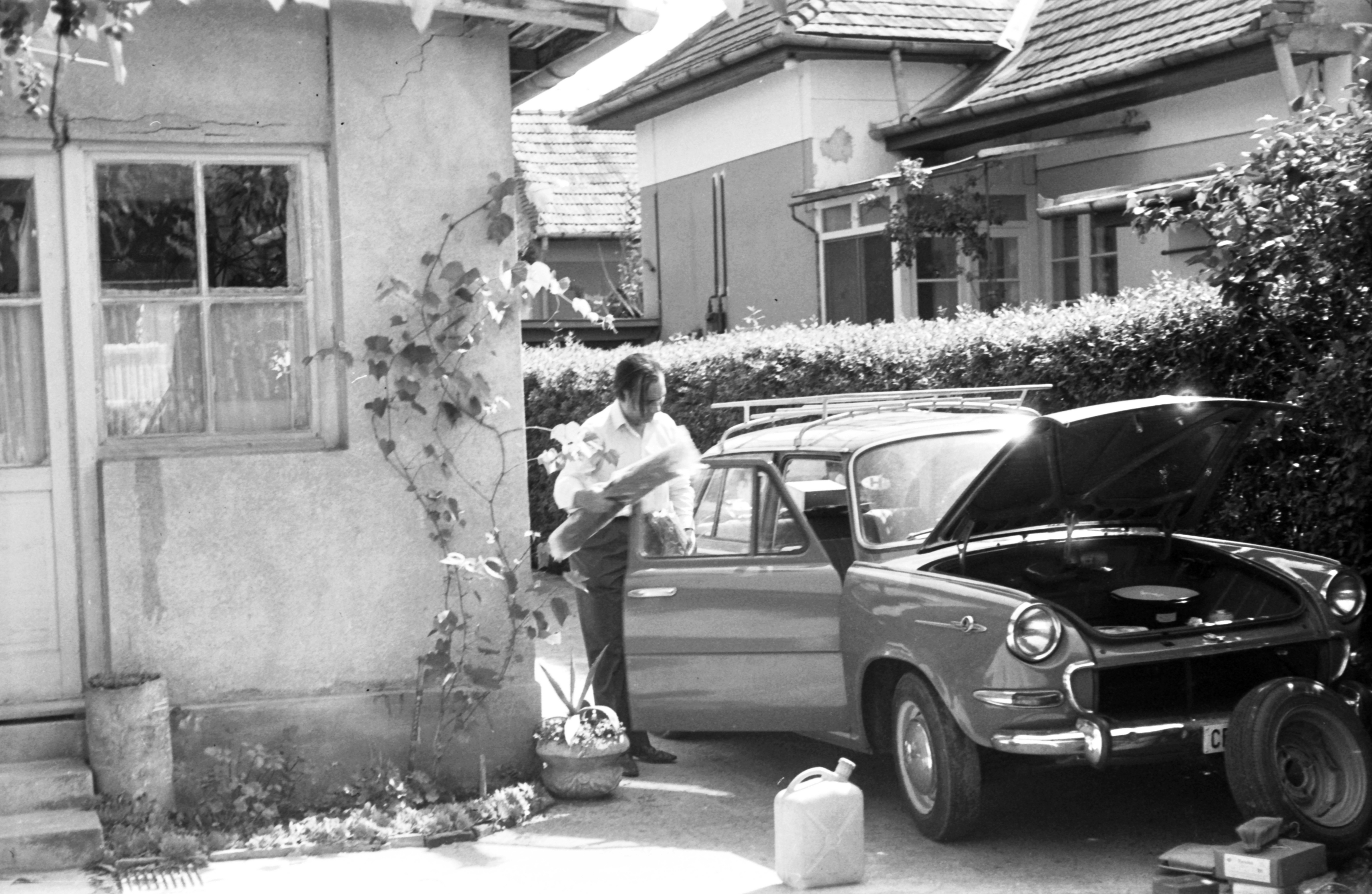
Škoda 1000 MB, Maďarsko, 1970
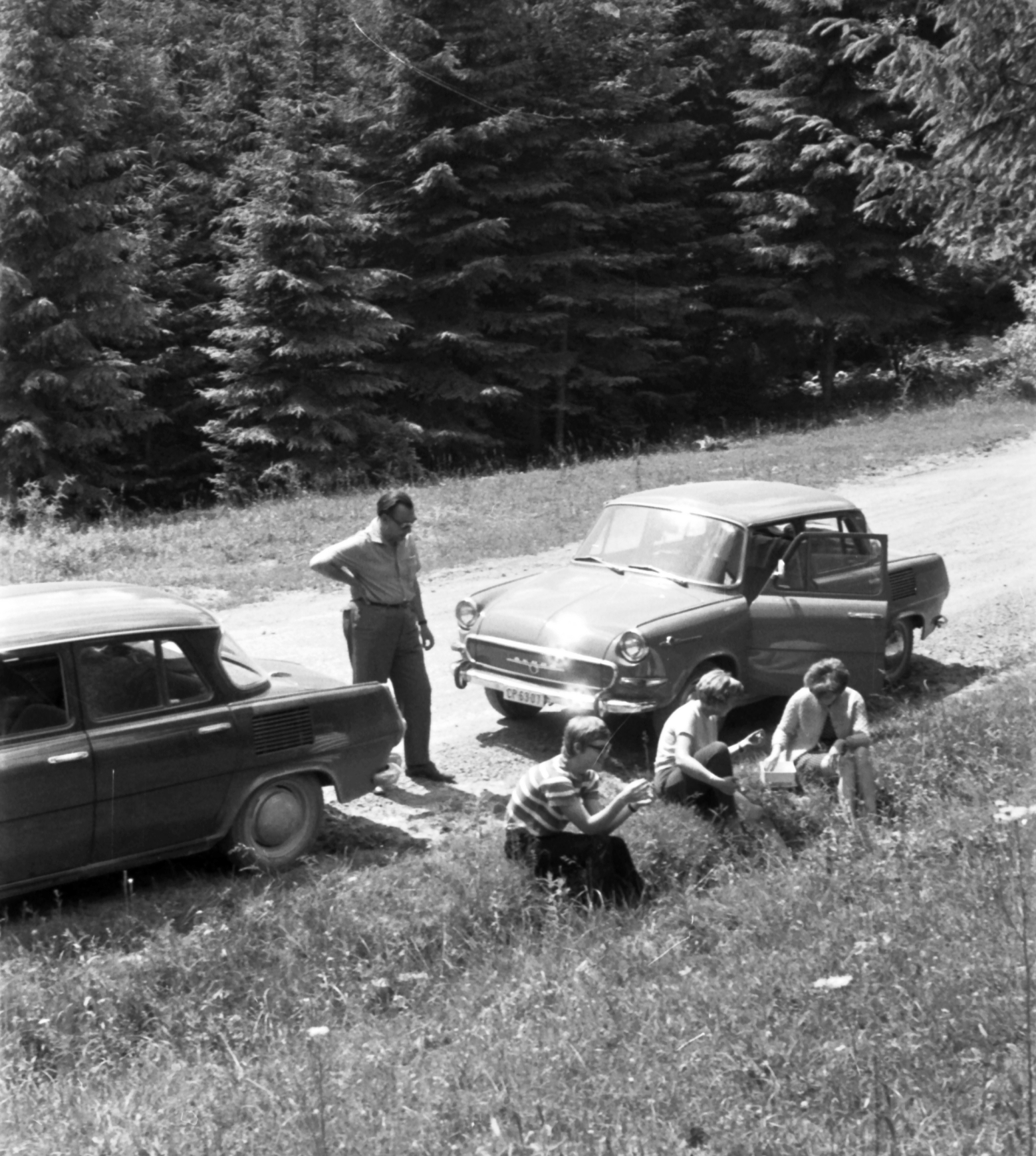
Škoda 1000 MB, Maďarsko, 1968
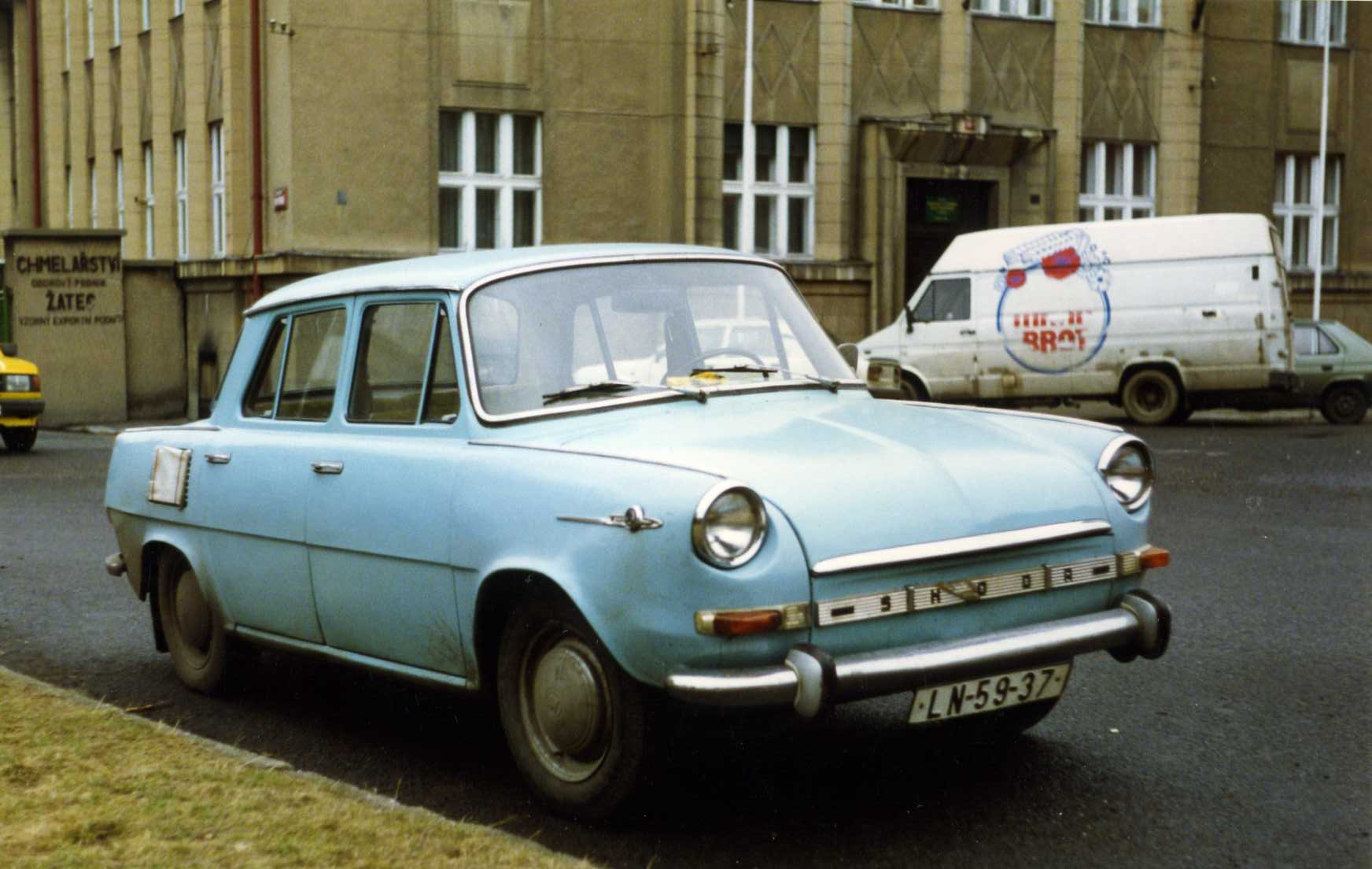
Škoda 1000 MB v Žatci, 1994
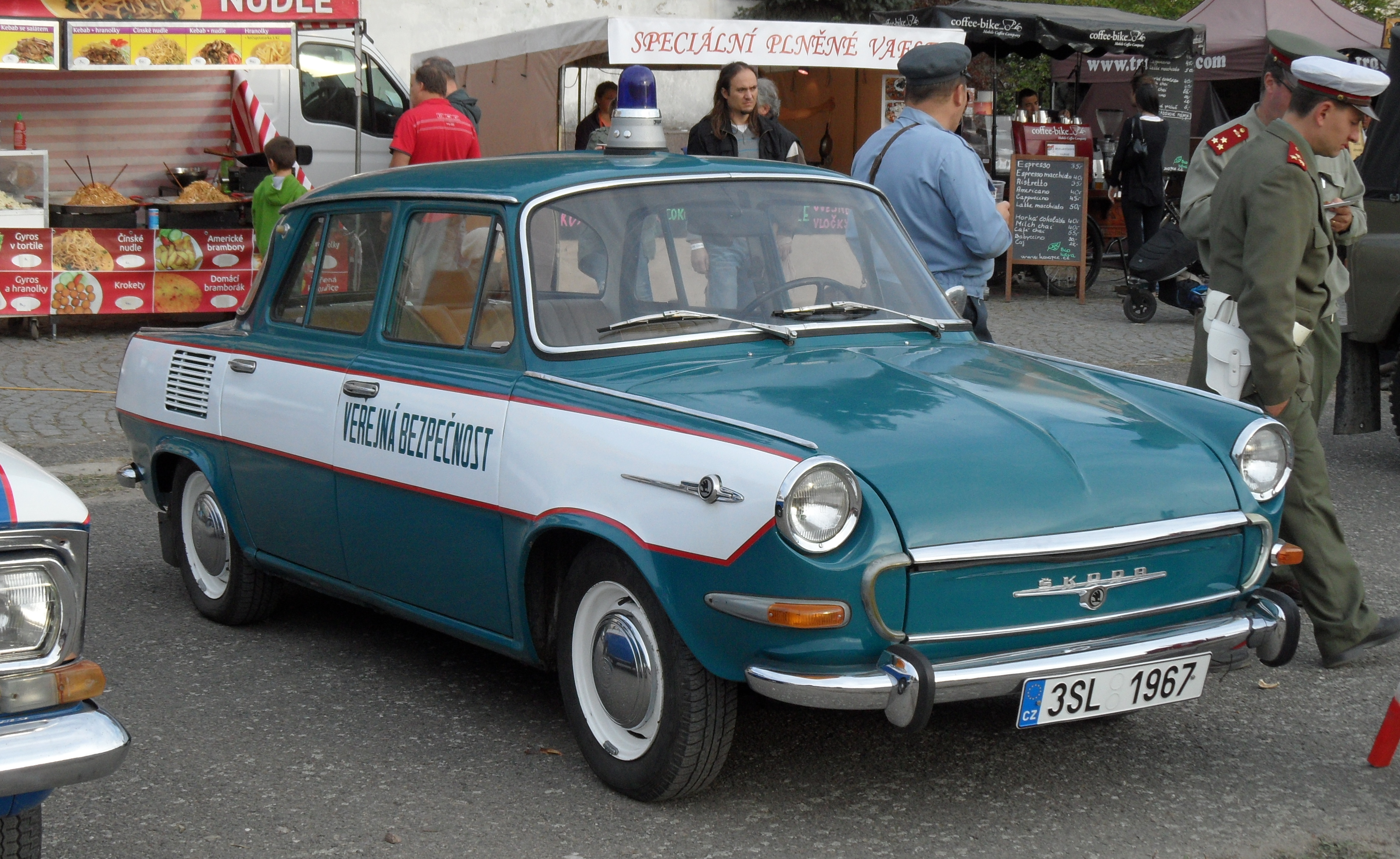
Škoda 1000 MB v provedení Veřejné bezpečnosti
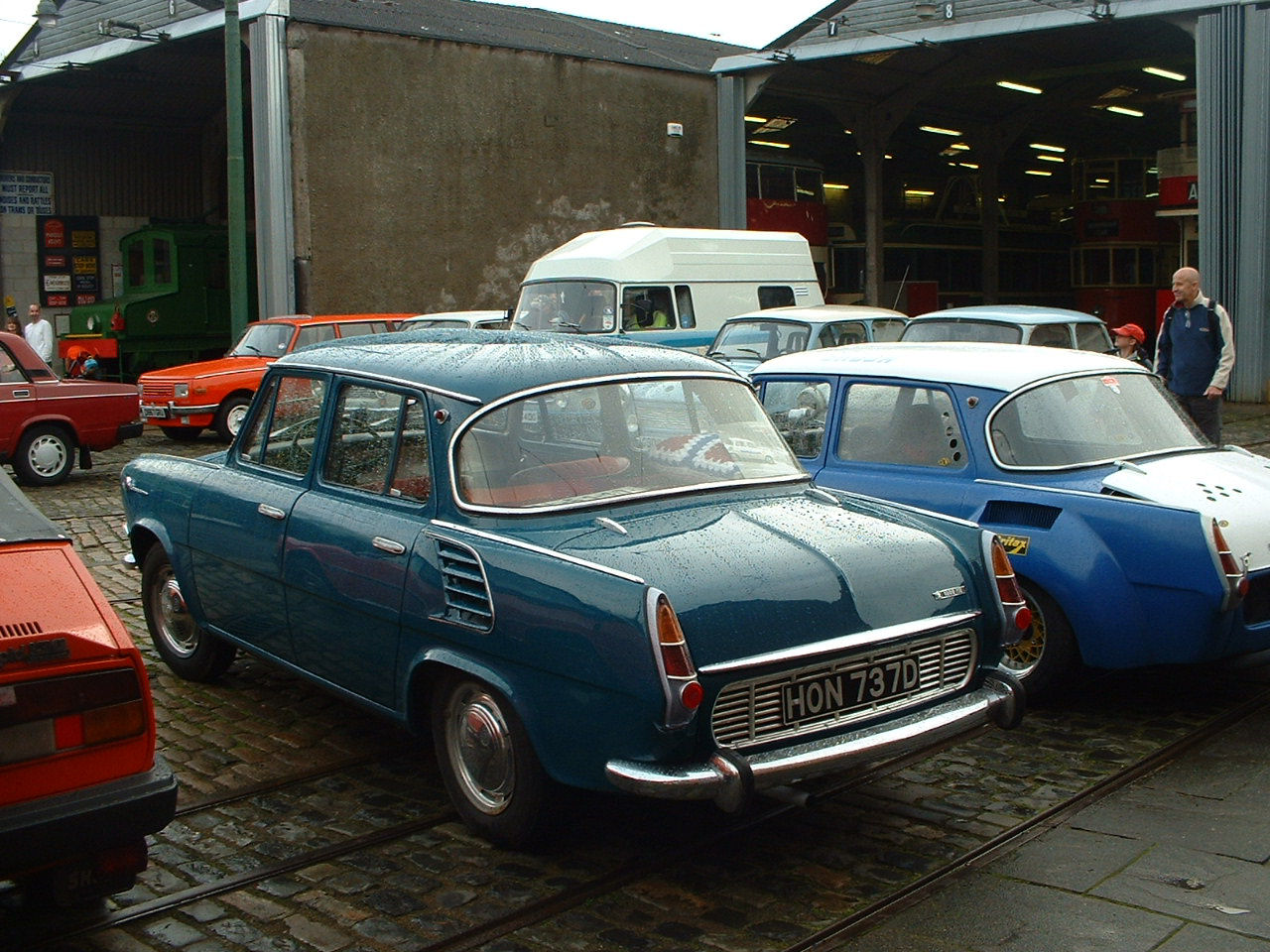
Škoda 1000 MB v Anglii
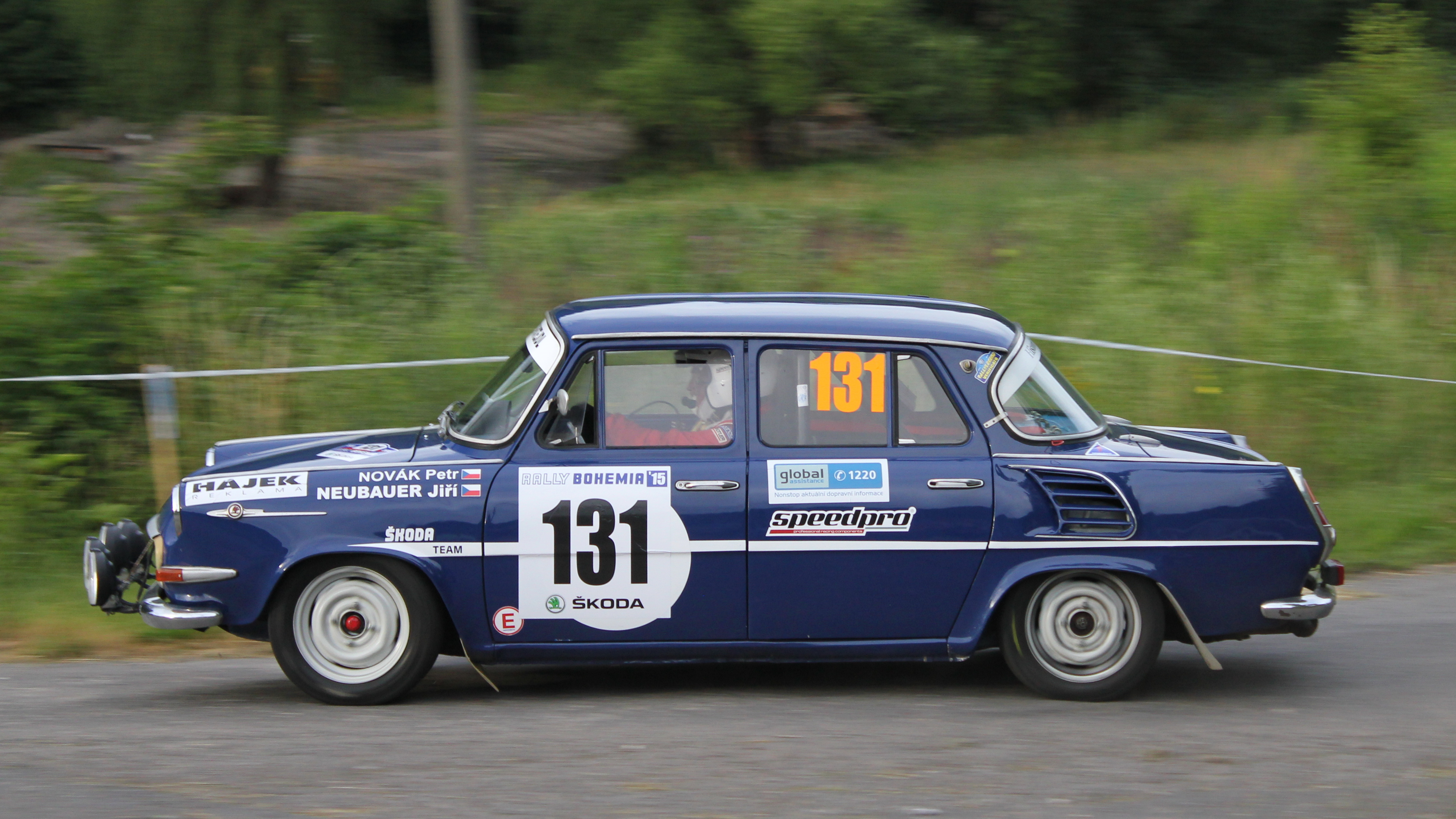
Škoda 1000 MB, Rally Bohemia Historic, 2015
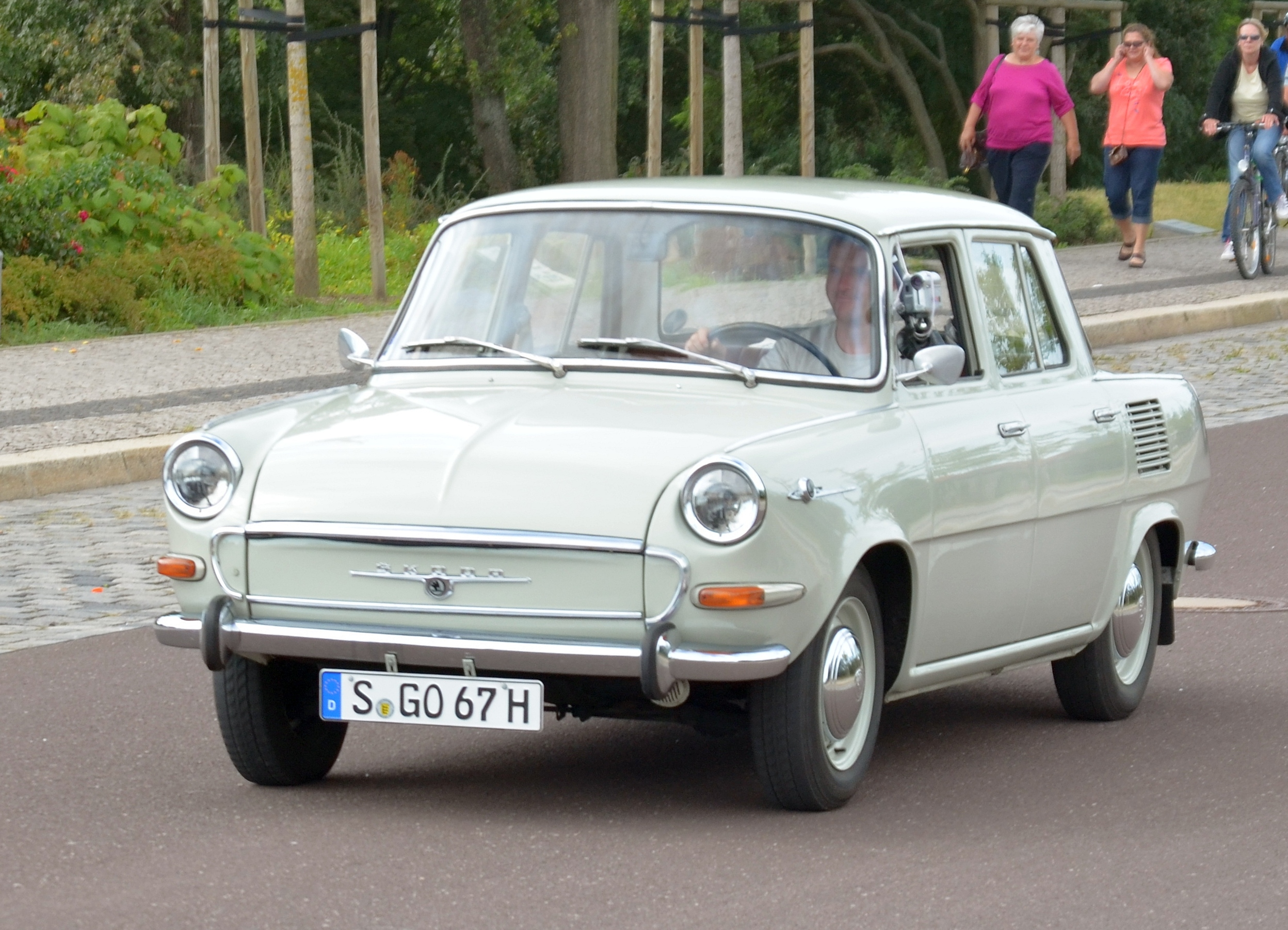
Škoda 1000 MB s nedůvtipně umístěnou poznávací značkou v Magdeburku
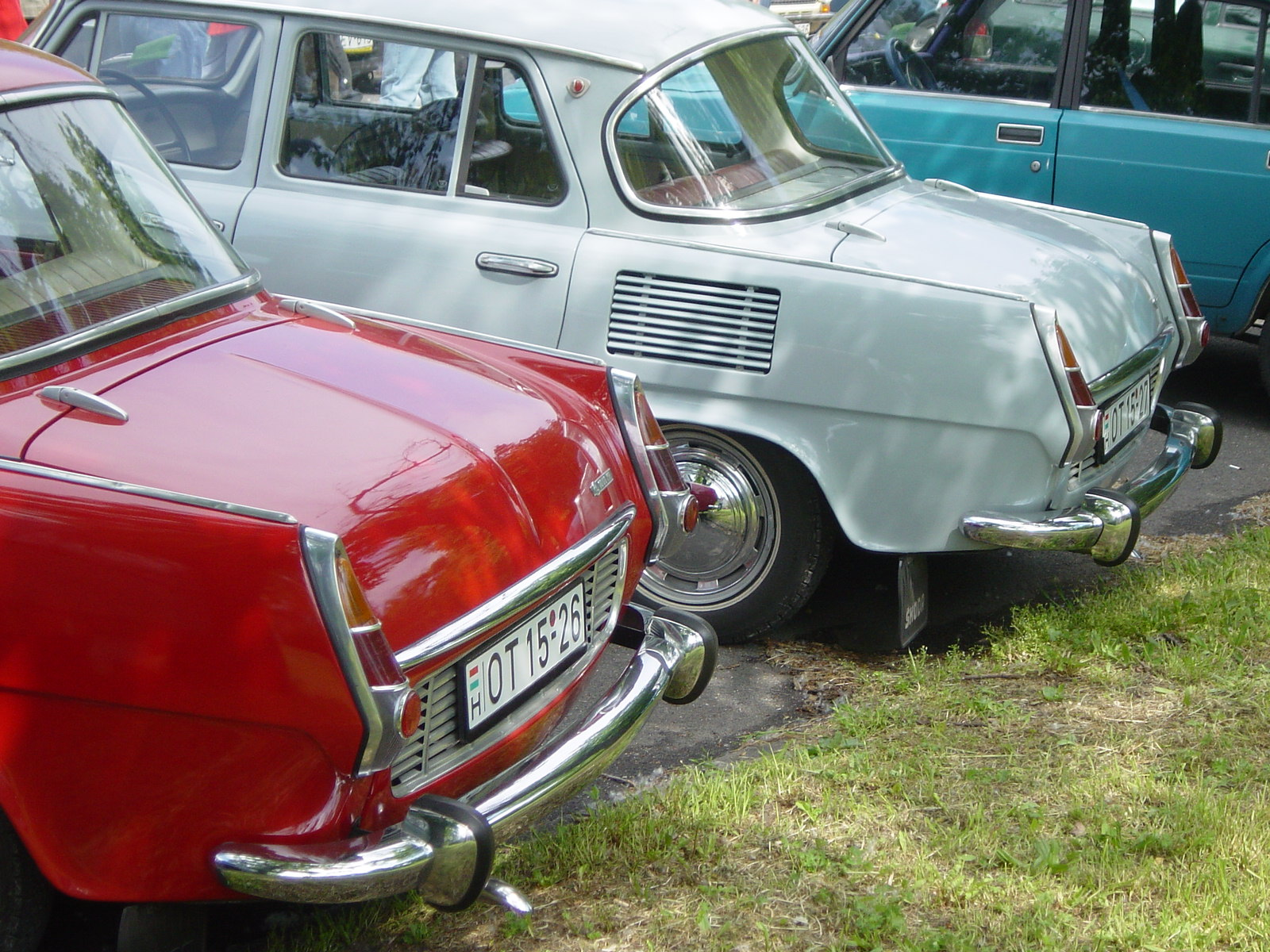
Škoda 1000 MB
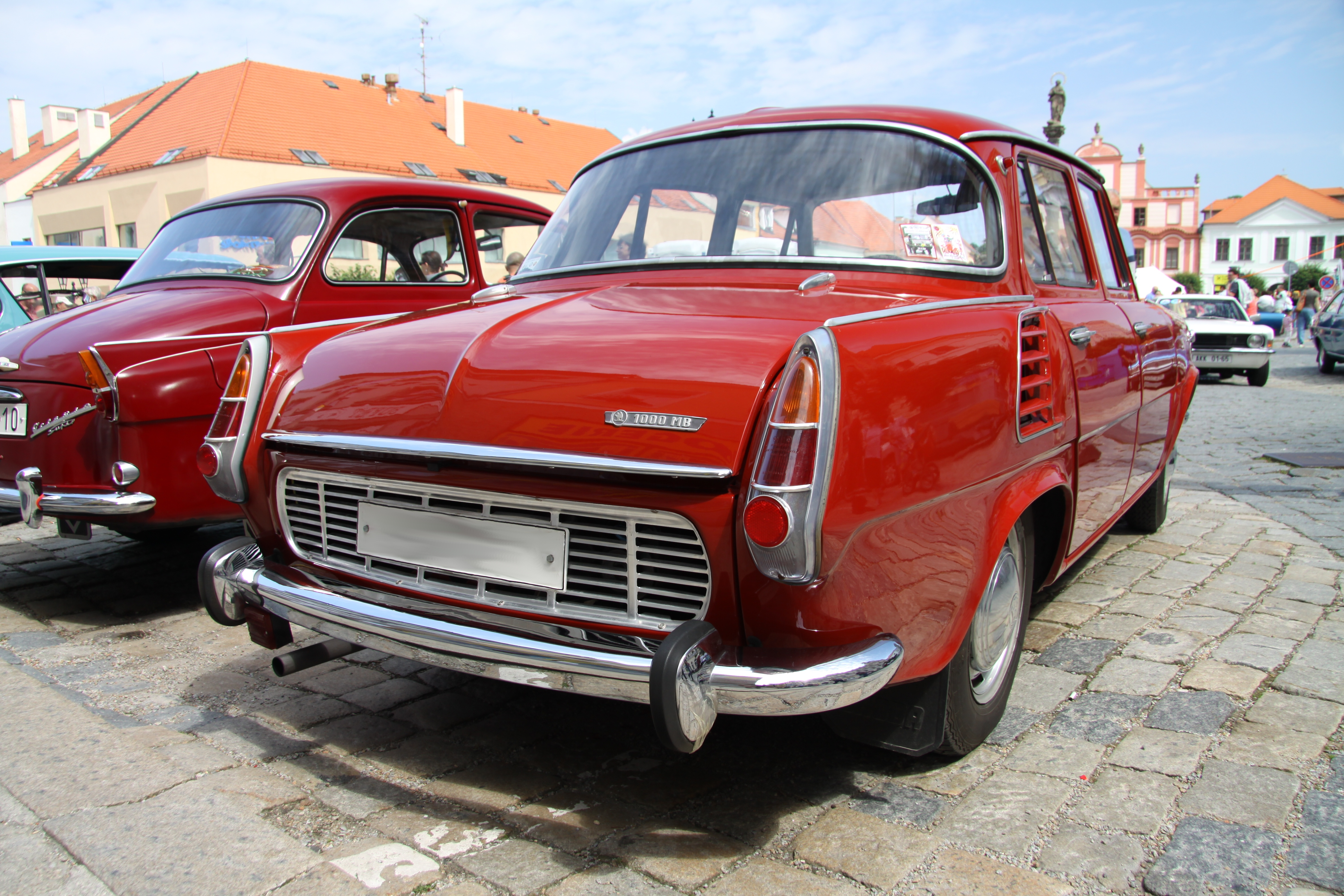
Škoda 1000 MB a Škoda Octavia
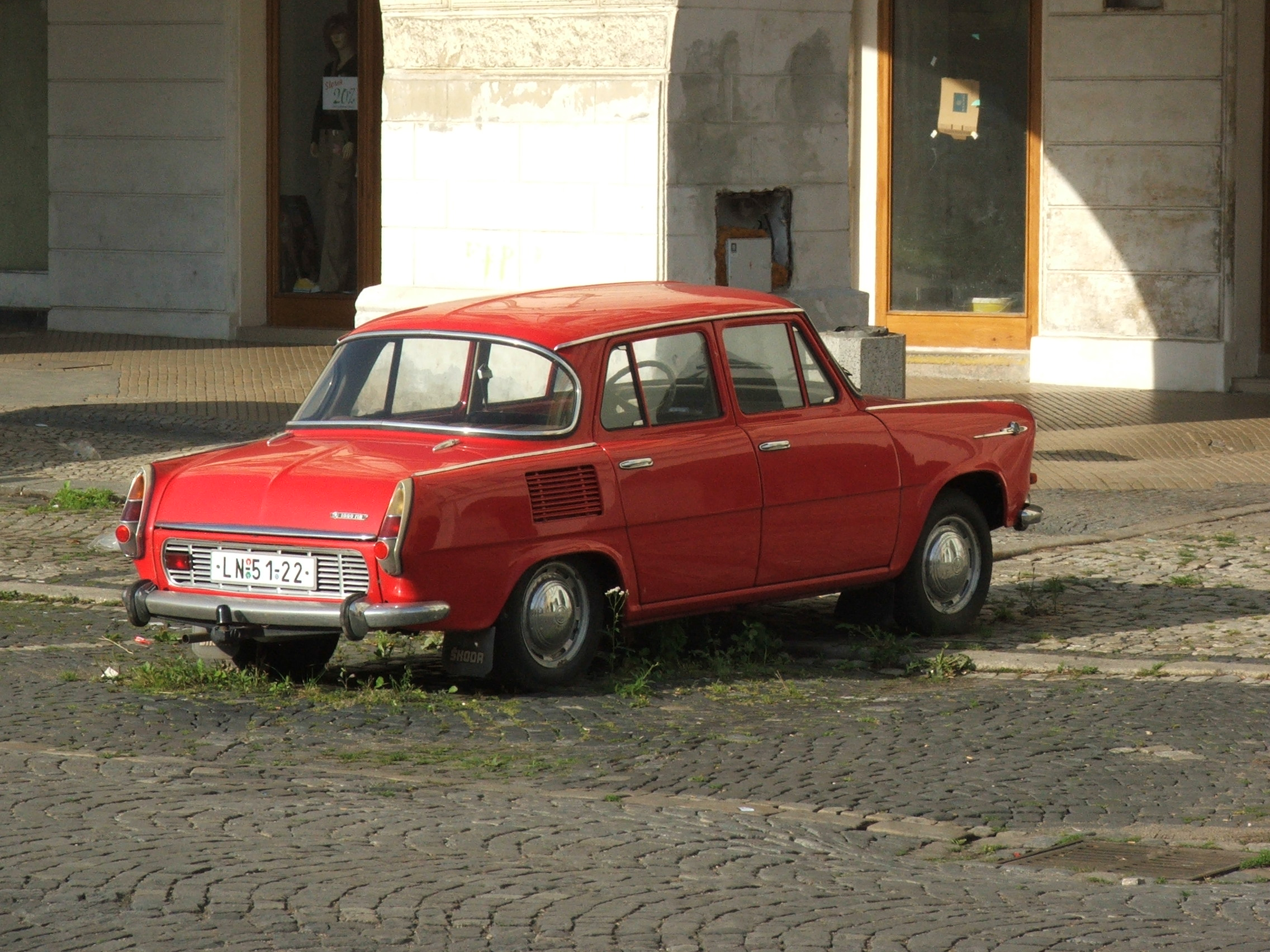
Škoda 1000 MB v Lounech, 2005